# Debre Marqos
Debre Marqos (amárico : ደብረ ማርቆስ) (también conocida como Menkorer) es una ciudad y woreda en el noroeste de Etiopía. Situado en la Zona de Gojjam del Este en la región administrativa de Amhara. Esta a una altura de 2 446 metros.

## Historia

### Orígenes
La ciudad se llama Debre Markos por su iglesia principal, que fue construida en 1869 y dedicada a San Marcos. Debre Markos fue la capital del negus de Gojjam, Tekle Haymanot. La población de esta ciudad variaba según estuviese o no el ejército. Afirma que cuando el negus residía en la ciudad, tenía entre 20,000 y 40,000 habitantes; en su ausencia, entre 5.000 y 6.000. El explorador Pellegrino Matteucci (n. 1850) llegó a lo que en ese momento se llamaba Monkorer el 3 de junio de 1879, exploró el área vecina y luego partió el 20 de junio hacia Adwa y Massawa.

### Siglo XX
El palacio de Nigus Tekle Haimanot fue remodelado en 1926 por su hijo, el ras Hailu Tekle Haymanot, al estilo de los edificios europeos después de su gira por Europa en junto a de ras Tefari. En 1935, la ciudad contaba con servicio postal, telegráfico y telefónico.
Los italianos llegaron a Debre Markos el 20 de mayo de 1936. Iban con un intérprete, Achille Starace. El les dijo a los habitantes locales que habían venido para liberarlos de sus opresores. Esto desconcertó a la población. Debre Markos fue posteriormente aislado y prácticamente asediado por una revuelta en 1938. El general Ugo Cavallero, con sesenta mil hombres y apoyado por aviones y tanques, aplastó la revuelta a finales de mayo. Una importante fortificación italiana se localizó en la ciudad durante la existencia del África Oriental Italiana, fue capturada por la Fuerza Gideon británica y los Arbegnoch etíopes (equivalentes etíopes a los partisanos) el 3 de abril de 1941 durante la Campaña de África Oriental. 
En 1957, la Escuela Nigus Tekle Haimanot en Debre Markos fue una de las 9 escuelas secundarias provinciales en Etiopía. El año siguiente, la ciudad fue uno de los 27 lugares en Etiopía categorizados como un municipio de primera clase. En 1960, una sucursal de la Autoridad de Luz y Energía Eléctrica de Etiopía comenzó a operar en Debre Markos.

## Educación
Debre Markos tiene una universidad pública de investigación, una escuela de maestros y universidades privadas.

## Clima
Como es típico de las zonas elevadas de Etiopía, el clima es montañoso subtropical (Köppen:Cwb), a pesar de su proximidad con el ecuador. Marzo es el mes más cálido con 25.1 °C y julio el más frío con 18.9 °C en promedio. La caída de la lluvia es considerablemente irregular, pasando de 12 mm en enero a 309 mm en julio.

## Demografía
Según el censo nacional realizado en 2007 por la Agencia Central de Estadística de Etiopía (CSA), se estima que en 2012 Debre Markos tendría una población estimada de 262 497, de los cuales 129 921 eran hombres y 132 576 mujeres. La mayoría de los residentes, el 97,03%, practicaba el cristianismo ortodoxo etíope, mientras que el 1,7% y el 1,1% eran musulmanes y protestantes, respectivamente.
El censo nacional de 1994 reportó una población total para Debre Markos de 49 297 en 9 617 hogares, de los cuales 22 745 eran hombres y 26 552 eran mujeres. Se informó que el grupo étnico más grande de la ciudad era el amhara (97.12%), mientras que el resto incluía tigrayan, oromo (0.67%) y otros que comprendían menos del 3% de la población. La mayoría de los habitantes practicaban el cristianismo ortodoxo etíope, con un 97,25% que informaba que era su religión, mientras que el 1,88% era musulmán y el 0,81% era protestante.

## Transporte
La ciudad tiene tres autopistas y un aeropuerto, el aeropuerto de Debre Markos.

## Economía
La construcción de la primera fábrica de autobuses eléctricos en África comenzó en 43 hectáreas de terreno en Debre Markos en enero de 2007 por Rus Afro Trolleybus, una asociación ruso- tíope. El CEO y accionista principal, Getachew Eshetu, predijo que la fábrica tendrá la capacidad de fabricar 500 trolebuses por año y emplear a 5 000 personas. Sin embargo todavía no se ha iniciado la fabricación de autobuses eléctricos hasta 2019. 
El turismo tiene potencial en Debre Markos ya que hay atracciones como la torre de agua de África, el monte Chokea. 
También están los monumentos, la poesía, los libros y los compositores espirituales y la escuela tradicional ortodoxa Dima Giorgis, el emperador Asrat, el palacio, etc. 